# Swarmz
Brandon Scott (London, 1996. szeptember 11. –), művésznevén Swarmz, brit rapper, énekes, labdarúgó és ökölvívó.

## Pályafutása

### Labdarúgás
Fiatalkorában Scott tehetséges labdarúgó volt és játszott a Fulham, a Charlton Athletic és a Southend United akadémiáin is. Southendnél töltött éveiben kölcsönben szerepelt a hatodosztályú East Thurrock United csapatában. 2016-ban a Southend nem hosszabbította meg a szerződését, amit követően leszerződtette az amatőr Cray Wanderers. 2017-ben írta alá utolsó szerződését a Whitehawkkal, majd 2018-ban úgy döntött, hogy inkább a zenére fog koncentrálni.

### Zenei pályafutása
Scott labdarúgó pályafutása közben kezdett el zenélni, hobbiként. Eredetileg SoundCloudra töltött fel dalokat, akkor még Swarmzy-B néven, amit később rövidített jelenlegi művésznevére. 2017-ben adta ki első videóklipjét, a Money-t, ami több, mint 200 ezer megtekintést gyűjtött össze YouTube-on. 2018 elején adta ki Murda című dalát. A Lyca hozta meg neki első sikereit, amit követően leszerződtette a Virgin Records. Ezt követően ismert rapper lett hazájában.
2020-ban közreműködött KSI Houdini című kislemezén Tion Wayne-nel, ami hatodik lett a brit kislemezlistán.

### Ökölvívás

#### KSI vs. Swarmz
Scott ökölvívói pályafutását KSI brit youtuber ellen kezdte, 2022. augusztus 27-én a londoni O2 Arénában. Eredetileg KSI Alex Wassabi ellen mérkőzött volna meg, de Wassabi visszalépett, helyére érkezett Swarmz, aki korábban kihívta a youtubert egy Instagram élő közvetítés során. KSI kiütötte Scottot a második menetben, megszerezve az ICB cirkálósúlyú világbajnoki címért.
Scott 2022. október 15-én megmérkőzött volna Kristen Hanby brit énekessel, de szeptember 28-án visszalépett, azt mondva, hogy még nem volt eléggé felkészülve a küzdelemre.

#### Taylor vs. Swarmz
December 5-én bejelentették, hogy Scott 2023. január 14-én Ryan Taylor ellen fog megmérkőzni. Swarmz győzött technikai kiütéssel kevesebb, mint egy perc alatt, miután ütése után megsérült ellenfele szeme.

## Ökölvívói teljesítmények
| # | Eredmény | Teljesítmény | Ellenfél      | Típus | Menet, idő | Dátum               | Helyszín                      | Jegyzetek                               |
| - | -------- | ------------ | ------------- | ----- | ---------- | ------------------- | ----------------------------- | --------------------------------------- |
| 3 | Vereség  | 1–2          | Deji Olatunji | PONT  | 4          | 2023. május 13.     | Wembley Aréna, London, Anglia |                                         |
| 2 | Győzelem | 1–1          | Ryan Taylor   | TKO   | 1 (3) 0:49 | 2023. január 14.    | Wembley Aréna, London, Anglia |                                         |
| 1 | Vereség  | 0–1          | KSI           | KO    | 2 (3) 0:28 | 2022. augusztus 27. | O2 Aréna, London, Anglia      | Az ICB cirkálósúlyú világbajnoki címért |

## Diszkográfia

### Kislemezek

#### Fő előadóként
| Cím                                                     | Év   | Slágerlista | Album                  |
| Cím                                                     | Év   | UK          | Album                  |
| ------------------------------------------------------- | ---- | ----------- | ---------------------- |
| Its A Lie                                               | 2017 | —           | Nem jelent meg albumon |
| Lyca                                                    | 2018 | 55          | Nem jelent meg albumon |
| Next Up (Mixtape Madnesszel)                            | 2018 | —           | Nem jelent meg albumon |
| Bally (Tion Wayne közreműködésével)                     | 2019 | 32          | Nem jelent meg albumon |
| Motorola (Da Beatfreaksszel és Denóval)                 | 2019 | 32          | Nem jelent meg albumon |
| Mojo Jojo                                               | 2019 | —           | Nem jelent meg albumon |
| Freaky (Dappy-val és Poundz-dzal)                       | 2020 | 62          | Nem jelent meg albumon |
| How Do You Want It (Krept and Konannel és Bandokay-jel) | 2020 | 61          | Nem jelent meg albumon |
| Payslips (Bugzy Malone-nal és M24-ral)                  | 2021 | 76          | Nem jelent meg albumon |
| Reload (Denóval)                                        | 2021 | —           | Nem jelent meg albumon |
| Deliveroo (Kwengface-szel)                              | 2022 | —           | Nem jelent meg albumon |
| KSI Diss Track                                          | 2022 | —           | Nem jelent meg albumon |
| TKO                                                     | 2022 | —           | Nem jelent meg albumon |
| Everybody Hates Kris                                    | 2022 | —           | Nem jelent meg albumon |
| Blessing                                                | 2022 | —           | Nem jelent meg albumon |
| Redemption                                              | 2023 | —           | Nem jelent meg albumon |

#### Közreműködő előadóként
| Cím                                                                 | Év   | Slágerlista | Album                  |
| Cím                                                                 | Év   | UK          | Album                  |
| ------------------------------------------------------------------- | ---- | ----------- | ---------------------- |
| Bang Like a Drum (Donel, Swarmz közreműködésével)                   | 2018 | -           | Nem jelent meg albumon |
| Pumpy (Da Beatfreakz, Swarmz, Deno, Cadet és AJ közreműködésével)   | 2018 | -           | Nem jelent meg albumon |
| Drive By (Tion Wayne, Swarmz közreműködésével)                      | 2019 | 57          | T Wayne’s World 3      |
| Houdini (KSI, Tion Wayne és Swarmz közreműködésével)                | 2020 | 6           | Dissimulation          |
| Naughty Naughty (Predz Uk, Swarmz, S1mba és Noizy közreműködésével) | 2020 | -           | Nem jelent meg albumon |

### Vendégszereplések
| Cím                        | Év   | További előadó(k)                             | Album                            |
| -------------------------- | ---- | --------------------------------------------- | -------------------------------- |
| Money                      | 2018 | Nincs                                         | Riley JH Presents Warm Up EP 1   |
| Don't Let Go (Love)        | 2018 | Bastille, Craig David, Kianja                 | Other People’s Heartache (Pt. 4) |
| Home Alone                 | 2019 | D-Block Europe, Deno                          | Home Alone                       |
| Keisha & Becky (Remix)     | 2019 | Russ Millions, Tion Wayne, Jay1, Aitch, Sav’o | T Wayne’s World 3                |
| Telescope                  | 2019 | The Plug, Polo G, Anine                       | Plug Talk                        |
| Roley                      | 2020 | Cadet                                         | The Rated Legend                 |
| Get Out Of My Head (Remix) | 2021 | Shane Codd, S1mba                             | Nem jelent meg kislemezként      |